# В вихре цветов
«В вихре цветов» (фр. Dans un grand vent de fleurs) — французский телесериал, снятый по одноименному роману Жанин Монтюпе. Режиссёр — Жерар Вержез. Премьера состоялась на французском телеканале «Франс-2» в сентябре 1996 года. В России сериал был впервые показан на телеканале «РТР» в августе 1998 года, а летом 2000 года снова демонстрировался на телеканале «Культура». В августе 2007 года возможность его посмотреть получили зрители белорусского телеканала «ЛАД».

## Сюжет
В основе сюжетной линии телесериала находится история взаимоотношений дочери садовника Сорензы Сальвони и сына владельца крупной парфюмерной фабрики Гийома Гарланда. Родители Сорензы, когда-то приехавшие в Прованс из Италии, выращивают в небольшом имении «Светлый крест» цветы для парфюмерных фабрик. Соренза и Гийом любят друг друга, но не могут быть вместе. Фабрика Гарландов на грани разорения, и спасти её может только брак Гийома с дочерью крупного итальянского землевладельца Луизой Де Люка. Для спасения семейного предприятия Гийом соглашается на брак с Луизой. Ни он, ни Луиза, ни Соренза ещё не знают, что Соренза и Луиза сводные сёстры…

## В ролях
- Розмари Ла Волле — Соренца Сальвони
- Брюно Волкович — Гийом Гарланд
- Марина Влади — Александрин Гарланд
- Бернар Верлей — Гийом Гарланд-старший
- Аньезе Нано — Луиза Де Лука
- Орсо Мария Гуэррини — Орсо Де Лука
- Адриана Асти — Мария Де Лука
- Виттория Сконьямильо — Джозефина